# Rue de la Grenade
La rue de la Grenade est une voie du 19e arrondissement de Paris, en France.

## Situation et accès
La rue de la Grenade est une voie publique située dans le 19e arrondissement de Paris. Elle débute au 8, rue de la Marseillaise et se termine au 6, rue des Sept-Arpents.

## Origine du nom

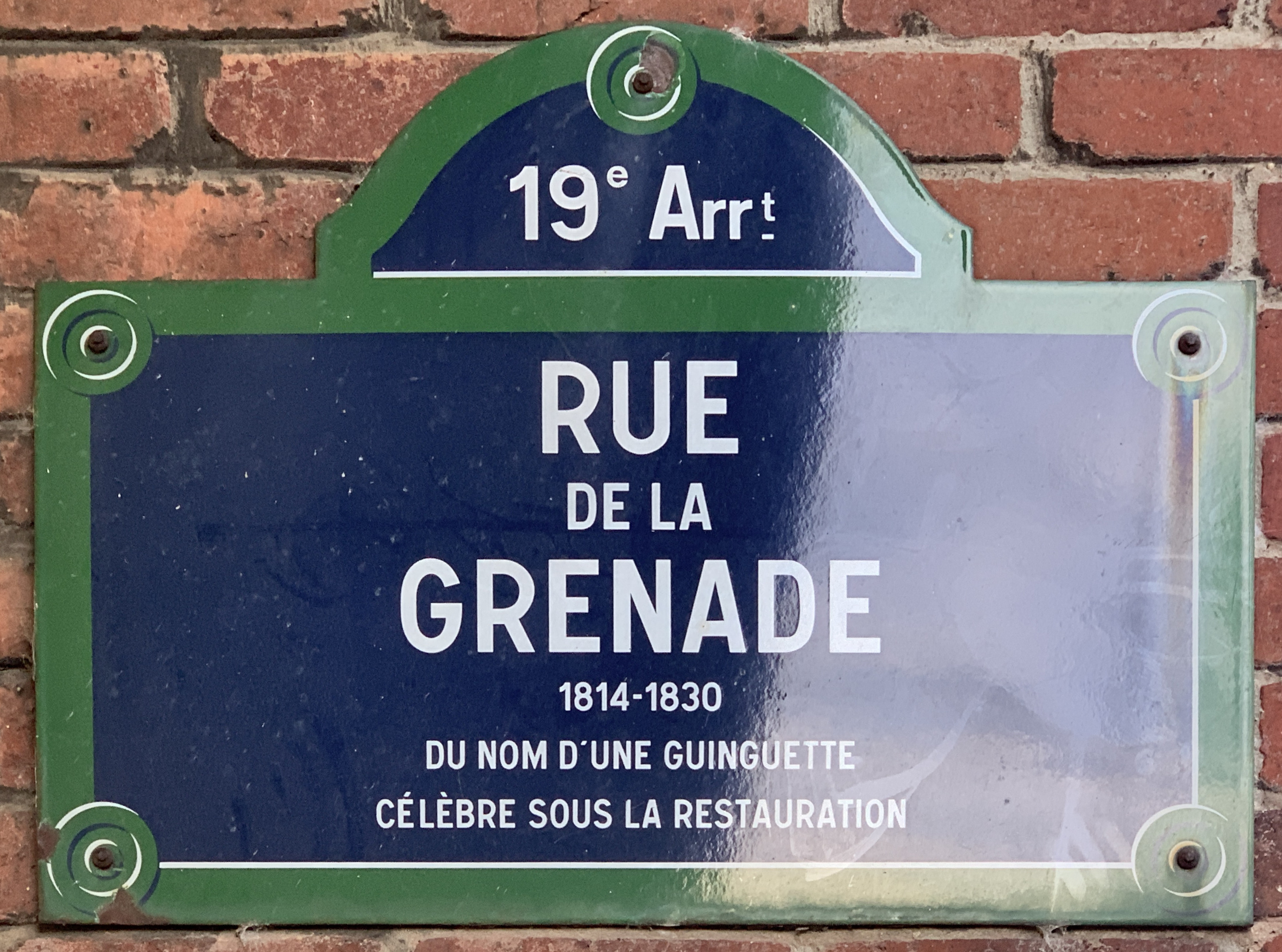
Plaque de la rue.

Elle porte le nom d'une guinguette située à cet emplacement, célèbre sous la Restauration et où, en 1814, les habitants du Pré-Saint-Gervais avaient mis leurs biens à l'abri des Alliés. 

## Historique
Cette voie faisait précédemment partie de la rue Béranger située autrefois sur le territoire du Pré-Saint-Gervais annexé à Paris par un décret du 27 juillet 1930. La partie comprise entre la rue de la Marseillaise et la rue Béranger, à la limite du territoire du Pré-Saint-Gervais, prend sa dénomination actuelle par un arrêté du 3 juin 1932.
L'assiette de la rue de la Grenade a été réduite lors de la création du boulevard Périphérique en 1966. La partie comprise entre la rue Béranger et la rue des Sept-Arpents a été provisoirement dénommée « voie BC/19 ».